# Рыча (приток Котры)
Ры́ча (бел. Ры́ча) — река в Щучинском районе Гродненской области Белоруссии. Левый приток реки Котра.
Река Рыча начинается около деревни Шинковцы. В настоящее время через исток реки проходит мелиорационный канал. Течёт по западной части Лидской равнины, нижнее течение проходит через лес. Впадает в Котру в 1,5 км к юго-западу от деревни Новосёлки Гродненского района.
Длина реки составляет 17 км. Площадь водосбора — 53 км². Средний наклон водной поверхности — 2 м/км.
Пойма в среднем течении заболоченная. Русло канализировано на протяжении 14,5 км от истока.